# Monumentenhuis Brabant
De stichting Monumentenhuis Brabant  is een onafhankelijke organisatie in de Nederlandse provincie Noord-Brabant die de gemeenten in deze provincie ondersteunt bij de vormgeving van hun beleid op het gebied van monumentenzorg, archeologie en cultuurhistorie.
Nadat de Monumentenwet 1988 in werking was getreden kregen de gemeenten eigen verantwoordelijkheden en taken op het gebied van monumentenzorg in hun gemeente. 

## Activiteiten
Monumentenhuis Brabant biedt informatie aan en bemiddelt tussen private en publieke partijen die zich bezig houden met monumenten.
De Stichting werkt samen met verwante organisaties, te weten Stichting Behoud Monumenten Brabant, Monumentenhuis Brabant B.V., Stichting Advisering Monumenten & Ruimtelijke Kwaliteit Brabant en de Boerderijenlijn.

## Per provincie
In principe heeft elke provincie een  provinciaal steunpunt cultureel erfgoed, een onafhankelijk instituut voor cultureel erfgoed in die provincie. Het biedt gemeenten hulp bij het vormgeven van cultuurhistorisch beleid en de ruimtelijke inpassing hiervan. Ook ondersteunt het particulieren. Onder cultureel erfgoed vallen archeologische objecten, monumenten en cultuurlandschap. De steunpunten zijn soms geïntegreerd met andere provinciale instanties, zoals de provinciale erfgoedinstelling.